# Föderalagentur für die Sicherheit der Nahrungsmittelkette

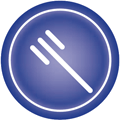
Logo der FASNK

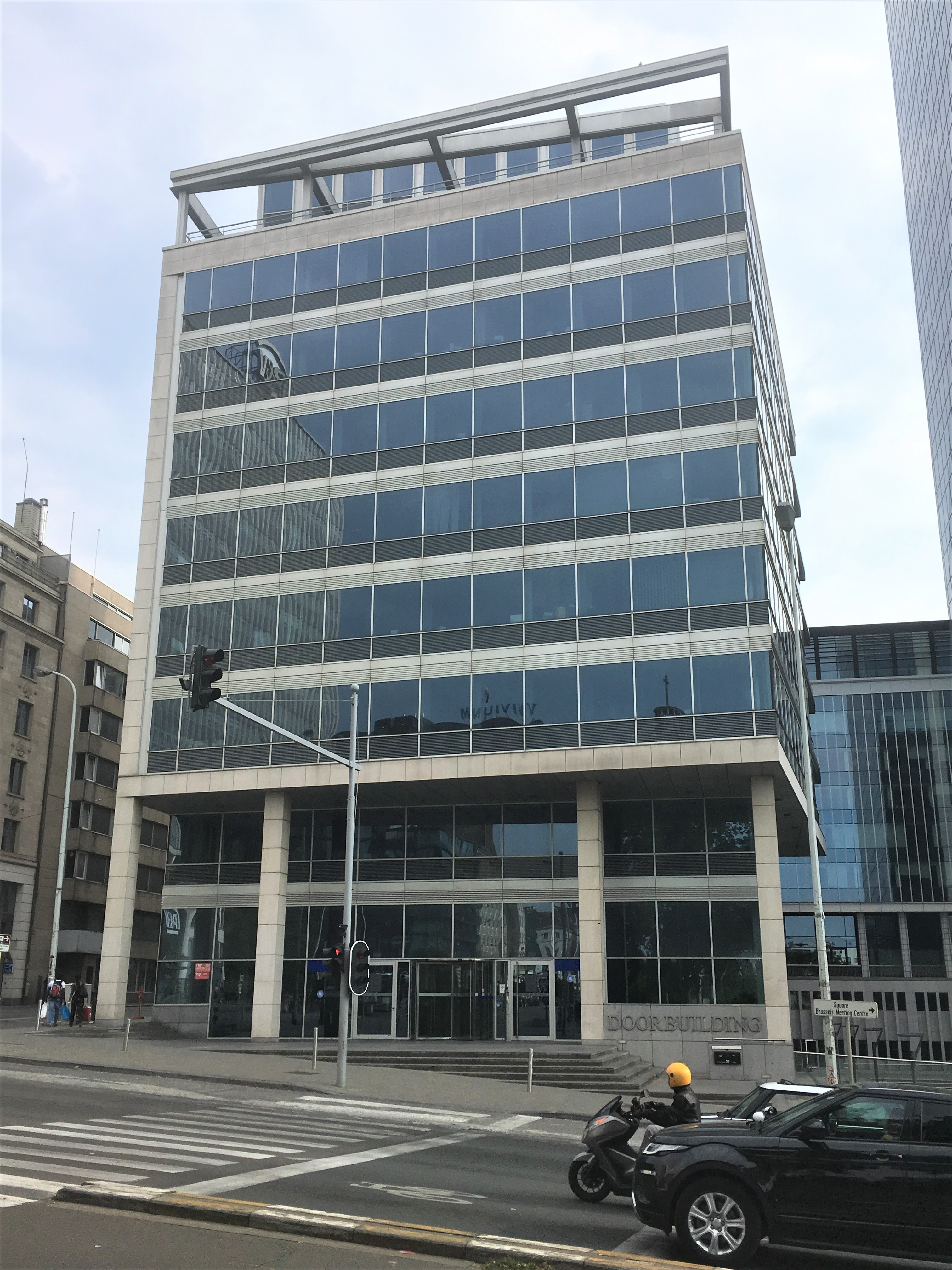
Sitz der FASNK, Boulevard du Jardin Botanique 55, Brüssel

Die Föderalagentur für die Sicherheit der Nahrungsmittelkette, kurz FASNK, ist eine Nahrungsmittelkontrollbehörde in Belgien. Gegründet wurde die Behörde im Jahr 2000. Finanziert wird die Agentur durch Vergütungen, wie zum Beispiel Kontrollen und Abgaben entlang der Nahrungsmittelproduktion. Die Behörde hat 1.300 Mitarbeiter. Die FASNK hat fünf eigene Labore, um Lebensmittel zu kontrollieren. Auf Niederländisch heißt die Behörde Federaal Agentschap voor de veiligheid van de voedselketen oder FAVV, auf Französisch heißt sie Agence fédérale pour la sécurité de la chaîne alimentaire oder AFSCA. Die Agentur hat ihren Sitz in der Boulevard du Jardin Botanique 55 in Brüssel.